# Saison 2015-2016 du Club athlétique Brive Corrèze Limousin
Cette page présente la saison 2015-2016 du Club athlétique Brive Corrèze Limousin en Top 14 et en European Rugby Challenge Cup (ERCC2).

## La saison
Le principal changement observé à l'intersaison du côté du CA Brive est l'arrivée d'un nouvel équipementier, Adidas, qui s'engage avec le club corrézien pour cinq saisons.

### Pré-saison
Le CA Brive reprend avec au programme deux stages ainsi que plusieurs rencontres. Le traditionnel stage de préparation au Centre d'entraînement sportif national des 1 000 Sources de Bugeat se tient du 29 juin au 3 juillet. Le second conduit quant à lui les Brivistes à Lacaune dans le Tarn, du 3 au 7 août. Durant ce périple tarnais, les Noir et Blanc affrontent l'AS Béziers à Camarès le 2 août, puis le Stade rochelais à Millau le 7 août, dans le cadre du Challenge Armand Vaquerin. Le dernier adversaire de Brive en match de préparation est le SU Agen le 14 août à Biars-sur-Cère. Comme en 2014, Brive remporte les trois rencontres, se mettant dans les meilleures conditions pour l'ouverture du Top 14 à Toulouse.
À noter que la Coupe du Monde de rugby verra le Fidjien Waqaniburutu retenu avec sa sélection, ainsi que le Géorgien Asieshvili convoqué par la sienne. Un temps pressenti par le staff fidjien, l'ailier Benito Masilevu, meilleur marqueur du CAB lors du précédent Championnat, n'est finalement pas sélectionné.

### Récit de la saison sportive

#### Août 2015

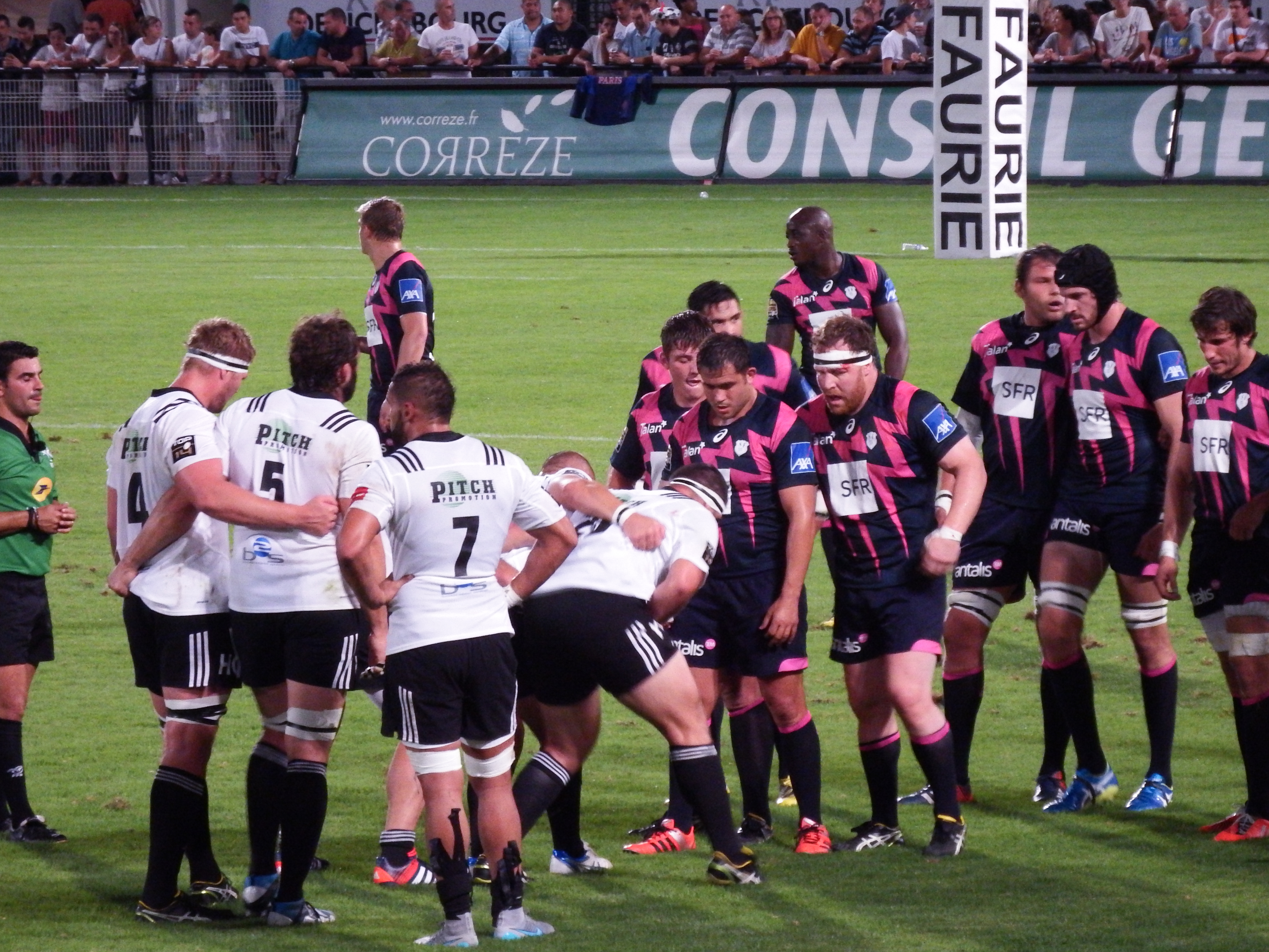
Lors de la 2e journée, la mêlée briviste prend l'avantage sur celle du Stade français Paris.

Brive redémarre donc le Championnat de France par un déplacement au Stade Ernest-Wallon le 22 août.

C'est une défaite 24-7 que concède Brive face aux hommes d'Ugo Mola, l'ancien entraîneur du CAB, qui dirigeait là son premier match sur le banc toulousain. En inscrivant un essai de pénalité, les Corréziens privent les Rouge et Noir du bonus offensif.

La première réception a lieu le week-end suivant, avec la venue du Stade français. Face au champion sortant, Brive sort un gros match, sa mêlée est souveraine dans le sillage de la recrue bayonnaise Lucas Pointud et Gaetan Germain ouvre son compteur avec une pénalité dès la 18e minute. L'arrière en inscrira quatre supplémentaires. À la 48e minute, un essai de pénalité est accordé au CAB, Jules Plisson ayant plaqué haut Benito Masilevu, l'empêchant ainsi de marquer. Finalement, les blanc et noir s'imposent 22-13.

#### Septembre 2015
Le mois se résume à deux journées de Championnat, en raison du début de la Coupe du Monde de Rugby, lors de laquelle le Top 14 et la Pro D2 s'arrêtent.
 Pour la troisième et la quatrième journée, le CAB retrouve deux clubs affrontés en matches de préparation: La Rochelle, avec un déplacement à Deflandre, et Agen, pour la seconde réception de la saison.
 À La Rochelle, Brive est largement dominé mais perd de peu, 21-18.
 Le dimanche 13 septembre, il bute longtemps sur une solide équipe agenaise, mais s'impose finalement 18-12, en inscrivant ses deux premiers de la saison dans le jeu, par Arnaud Mignardi et la recrue Matthieu Ugalde.

#### Octobre 2015

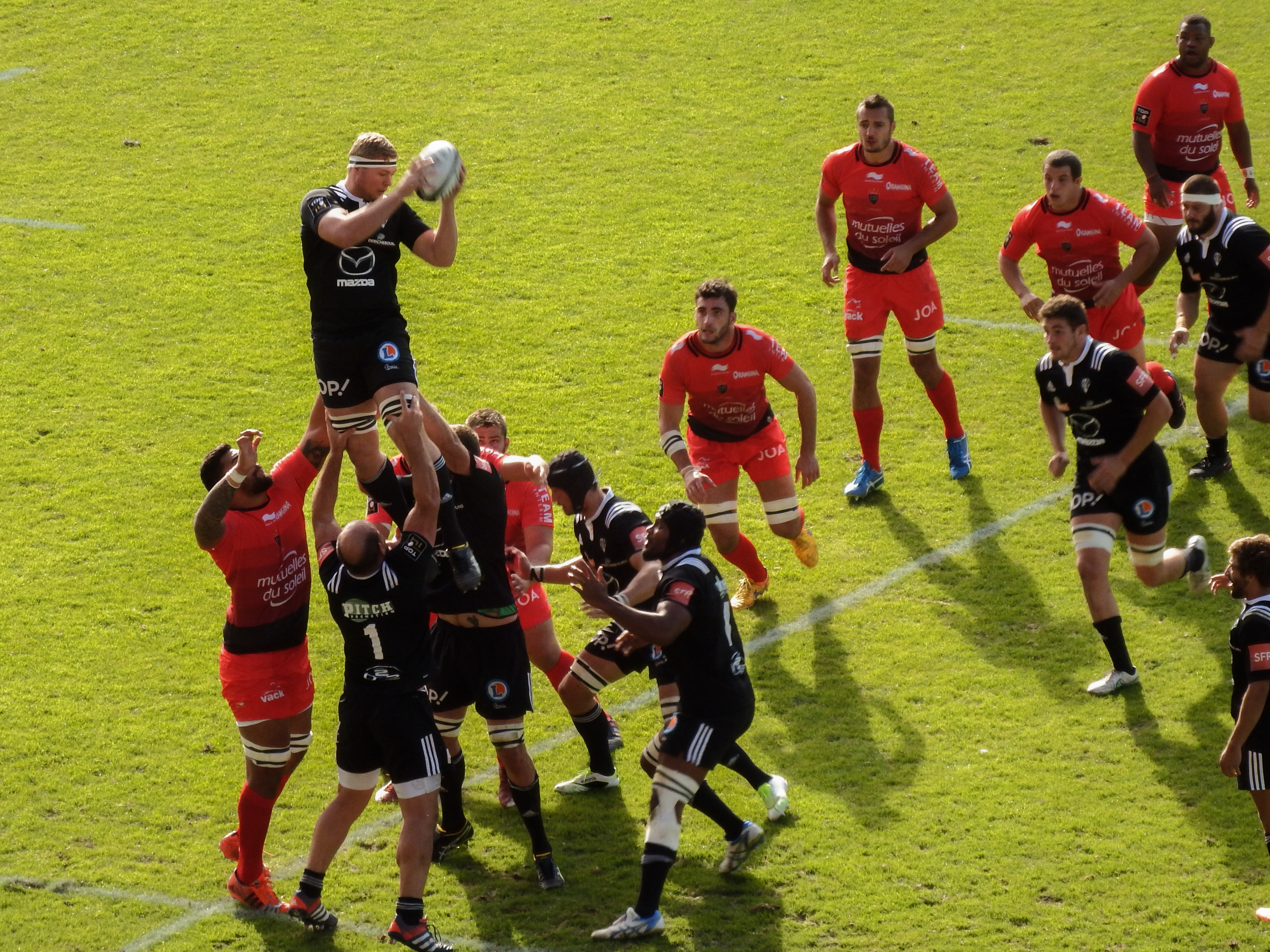
Le CA Brive s'impose à domicile contre le RC Toulon lors de la 5e journée.

Pendant la Coupe du Monde en Angleterre et la coupure des compétitions, les joueurs du CA Brive ne délaissent pas les terrains et rencontrent en match amical Colomiers, un pensionnaire de Pro D2, avec un succès 45-7 à la clé. Absent depuis le début de la saison, Guillaume Namy fête son retour sur les terrains en inscrivant le dernier des sept essais corréziens.

Le grand retour du Top 14 voit Brive venir à bout de l'ogre toulonnais, pour la cinquième journée du Top 14, sur le score de 29-26. Le demi de mêlée Teddy Iribaren, recruté en provenance de Montpellier à l'intersaison, signe le second essai cabiste et confirme ses bonnes premières prestations. Ce succès amène les hommes de Nicolas Godignon à la cinquième place.

Lors des sixième et septième journées, les blanc et noir se rendent respectivement à Pau et chez le Racing 92. Au Stade du Hameau, Brive frappe un grand coup en gagnant 18-13 devant les Béarnais. Porté un solide paquet d'avants, Brive prend l'avantage en fin de rencontre grâce à Gaëtan Germain et empoche une quatrième victoire en six matches; Cela lui permet de conserver sa cinquième place, et prendre ses distances avec la zone rouge. L'équipe est même tout près de signer la grosse surprise de la septième journée la semaine suivante à Colombes. Après avoir mené dès la cinquième minute, les coéquipiers d'Arnaud Méla cèdent à six minutes du terme sur un essai de Marc Andreu et s'inclinent 17-14.

#### Novembre 2015
Le 5 novembre, le pilier Saimone Taumoepeau retourne au Castres olympique en tant que joker médical.

Lors de la huitième journée, Brive confirme son bon début de saison en maîtrisant les Girondins de l'UBB à Amédée-Domenech, sur le score de 16 à 3. Avant la première parenthèse européenne, les hommes du président Bertrand reprennent la cinquième place. C'est le meilleur début de saison du club depuis onze ans. Les corréziens commencent leur campagne d'Amlin Cup le 13 novembre à domicile face aux Newcastle Falcons qu'ils dominent sur le score de 13 à 9, le soir même où sont perpétrés de barbares attentats en région parisienne. Lors de la seconde journée ils se rendent à Galway pour y défier les Irlandais du Connémara, le 21 novembre. C'est une défaite 21-17 qui vient clore un match de belle facture, avec trois essais inscrits côté briviste. Le Top 14 reprend une semaine plus tard avec un déplacement à Oyonnax. Barragiste quelques mois plus tôt, l'équipe de l'Ain connait des heures plus difficiles et lutte pour le maintien. Brive va réussir à nouveau le coup parfait en s'imposant 34-9 dans le brouillard du Haut-Bugey. Les Coujous infligent un 18-0 à leur adversaire en fin de première période, avant de parvenir à décrocher le bonus offensif sur un essai de pénalité dans les ultimes minutes. Ce surprenant début de saison permet au club de conserver la cinquième place du Top 14, à une semaine de la réception du voisin Montferrandais. Auteur de son premier essai de la saison, Gaëtan Germain culmine désormais à 124 points inscrits.

#### Décembre 2015
Dans la lignée de leurs performances, le choc entre Coujous et Jaunards, programmé un dimanche après-midi, s'annonce explosif. Le grand rival auvergnat, après l'un des meilleurs début de saison de son histoire, a été humilié dans son Stade Marcel-Michelin 35-9 par le RC Toulon huit jours plus tôt. Le quinze Jaune et Bleu, vexé, vient s'imposer 26-21 dans la cité gaillarde ce 6 décembre 2015, en clôture de la dixième journée de Championnat. Dans un stade quasiment à guichets fermés, Brive perd coup sur coup Benjamin Petre et Malakai Radikedike,, et encaisse deux essais du vétéran Aurélien Rougerie et d'Albert Vulivuli. Les hommes de Nicolas Godignon conservent quand même la cinquième place. Viendra ensuite la double confrontation d'Amlin Cup avec le club russe d'Enisey-STM Krasnoïarsk, le match aller étant programmé sur les bords de la Mer Noire, à Sotchi. C'est la première fois de son histoire que le club se déplace en Russieet ce périple va tourner au vinaigre pour les Coujous qui s'y inclinent 10-7 malgré un essai du talonneur Thomas Acquier. À l'occasion de cette rencontre, deux jeunes joueurs font leurs débuts en équipe première: David Delarue et Peniami Narisia. Dans la foulée, le club recrute le plus jeune joueur à avoir participé à une Coupe du Monde, le Géorgien Vasil Lobzhanidze. Lors du match retour, il prend sa revanche sur les Russes en gagnant avec le bonus 33-3. Le CA Brive joue sa dernière rencontre de l'année 2015 dans le Tarn, où il est battu par le Castres Olympique 23-8, pour la onzième journée du Championnat.

#### Janvier 2016
Dans un calendrier bien chargé et ne disposant que de peu de temps pour profiter de fêtes de fin d'année, le Quinze briviste commence l'année civile 2016 par la réception de Montpellier. Confronté à une pénurie de joueurs au niveau des lignes arrières (avec notamment Gaëtan Germain ménagé) Brive inscrit le seul essai de la rencontre par l'intermédiaire du troisième ligne Poutasi Luafutu exilé au centre de l'attaque et s'impose finalement 19 à 18 face aux Héraultais. En entrant en jeu en seconde période, Jean-Baptiste Péjoine dispute là son 260e match de Championnat de France avec Brive et dépasse Eric Alabarbe et Loïc Van der Linden (259 matchs chacun). Le demi de mêlée n'est plus qu'à trois unités du record d'Alain Penaud.
Le déplacement à Grenoble, initialement prévu le 9 janvier pour le compte de la 13e journée, se déroulera finalement en mars pour cause de reports de certains matchs européens au moment des attentats du 13 novembre 2015. Le CA Brive bénéficie d'une trêve de deux semaines avant la cinquième journée de Challenge Européen contre le Connacht, le 16 janvier, au Stadium. Les Brivistes arrachent la victoire à la sirène sur la septième pénalité de Thomas Laranjeira (21-18), auteur de tous les points de l'équipe. Celle-ci rend d'ailleurs une bien pâle copie, encaissant trois essais sans en rendre un seul. Les Irlandais voient la victoire leur échapper à cause de la non-réussite de leur buteur, manquant notamment les trois transformations. Malgré cela, le CAB se retrouve en tête de sa poule, après la défaite de Newcastle, assez nette (24-7), chez les Russes d'Enisey. La dernière journée conduit justement les Blanc et Noir dans le nord de l'Angleterre, où ils se sont imposés deux fois dans un passé récent, en 2009 et en 2014. Cette dernière levée est cruciale dans l'optique de la qualification, puisque Brive, Newcastle et le Connacht se tiennent en quatre points seulement et ont donc chacun une chance d'accéder aux quarts de finale, un objectif particulièrement désiré dans les rangs corréziens. Hélas, malgré l'intégration de Petrus Hauman, un des cadres du groupe, Brive concède une ultime défaite 27-23, qui met un terme définitif à son parcours. Les corréziens, menés 22-3 à la pause, sont pourtant proches de réaliser un coup en remontant leur adversaire du jour, grâce à des essais signés Nicolas Bézy et Poutasi Luafutu. Mais les Falcons, par l'intermédiaire de Simon Hammersley, renversent la vapeur à six minutes du coup de sifflet final. Ce sont finalement les Irlandais du Connacht qui décrochent le billet pour les quarts. En Top 14, les Brivistes remportent le premier match de la phase retour le 29 janvier lors de la venue de La Rochelle. On assiste ce soir-là à une rencontre très soporifique, avec quasiment aucune envolée dans le jeu. Plus mauvaise attaque du Championnat avec seulement treize essais inscrits en douze rencontres, le CAB ne vient égayer la partie qu'au terme de celle-ci, avec un essai en force du plier international Géorgien Karlen Asieshvili. À cette bonne dynamique, deux bonnes nouvelles viennent se greffer, avec les prolongations de contrat de Nicolas Godignon et de Gaëtan Germain. En rempilant jusqu'en 2020, le manager du CA Brive, à la tête de l'équipe fanion depuis 2012, devrait s'emparer du record de longévité à ce poste.

#### Février 2016
Ce mois de février est marqué par la traditionnelle coupure du Tournoi des Six Nations, pour laquelle aucun joueur de l'effectif cabiste ne participe, du moins pas en ce qui concerne la compétition reine. Sur ces entrefaites, lors de la mi-temps du match d'ouverture opposant le Quinze de France à celui d'Italie, le Président Hollande, alors interrogé sur la méforme du Sébastien Bézy dans ses tirs au but, répond en militant sans le nommer pour la sélection de Gaëtan Germain, ce qui fait sourire l'intéressé. Le club enregistre de nouvelles prolongations de contrats avec celles de Dominiko Waqaniburotu, Benito Masilevu, Alfie Mafi et Poutasi Luafutu, mais doit déplorer le départ du jeune espoir Atila Septar.
Côté sportif, l'équipe repart à partir du 19 février pour sept semaines consécutives de rencontres de Top 14 Cette série commence avec deux déplacements chez des Champions en titre : le Stade français, champion de France, et Toulon, champion d'Europe. Lors du premier match, Brive réalise une bonne première période mais enfume deux énormes opportunités d'essais. Menant 12-6 à la pause, le CAB va toutefois aller à dame grâce à Guillaume Namy. Hélas pour les Blanc et Noir, le club de la capitale fait parler la puissance de son banc de touche très fourni en internationaux (le capitaine de l'Italie Sergio Parisse, Jules Plisson, Jonathan Danty). Sanctionnés de deux exclusions temporaires, les Corréziens sortent du match à partir de l'heure de jeu, ils encaissent trois essais et le score et le score est sévère en fin de match (32-17). A Toulon, le match se déroule dans des conditions climatiques dantesques, il manque même d'être reporté. Sportivement, Brive est dominé par les Toulonnais qui avaient choisi de jouer contre le vent en première période. Les corréziens encaissent six essais mais François Da Ros et Benito Masilevu sauvent l'honneur des leurs en marquant chacun un essai.

#### Mars 2016
Le mois de mars réserve un programme musclé au CA Brive. Le Stade toulousain se déplace sur les bords de la Corrèze le 5 mars. Dans un match à rebondissements, on assiste à un chassé-croisé entre les deux équipes. Brive score par Johan Snyman et Sevanaia Galala et mène de huit longueurs à dix minutes du terme. Alfie Mafi écope à cet instant d'un carton jaune, la fin de match est crispante pour ses coéquipiers qui mènent 21-16 à la sirène. Luke McAlister marque un essai entre les poteaux, mais la transformation qui doit offrir la gagne au Stade toulousain, tentée par Sébastien Bézy, est contrée par Jean-Baptiste Péjoine. Par ce fait rarissime qui préserve un match nul aux siens, l'emblématique numéro neuf du CAB fête de belle manière son égalisation du record de match d'Alain Penaud. Pour l'occasion, Péjoine arborait un maillot spécial. La semaine suivante il devient le nouveau recordman en signant sa 264e feuille de match avec Brive, qui se rend dans l'antre de Marcel-Michelin, pour le derby retour face à l'ASM Clermont. Après avoir fait jeu égal durant vingt minutes, le CAB subit la loi des locaux qui, malgré l'absence d'une partie de leurs internationaux, inscrivent trois essais dans le premier acte. Le score est de 25 à 6 aux citrons, et il ne bougera pas au retour des vestiaires, même si les Blanc et Noir sont tout près de priver les Jaunards du bonus offensif en fin de rencontre. Le match suivant est à nouveau un déplacement pour Brive qui va au Stade des Alpes défier le FC Grenoble, en match reporté de la 13e journée, le 20 mars. Les Blanc et Noir manquent leur première période en encaissant deux essais, ils sont menés 20-9 à la pause. Au retour des vestiaires, les visiteurs se réveillent et Matthieu Ugalde inscrit un magnifique essai. La pression s'inverse au fil des minutes mais Germain loupe deux buts en fin de match. Cela coûte la victoire à son équipe qui récupère tout de même le bonus défensif (26-22). Six jours plus tard, le Stade Amédée-Domenech sera le théâtre du match entre Brivistes et Castrais. Les Brivistes sont malmenés dans cette rencontre. Damien Jourdain permet à son équipe de mener à l'heure de jeu, mais à la 78e minute, le Corrézien Thomas Combezou donne à nouveau l'avantage au CO de six points (22-16). Brive se jette alors à corps perdu sur la ligne tarnaise et au terme d'une action interminable c'est Arnaud Mignardi qui force la décision après la sirène. Gaëtan Germain transforme l'essai dans la foulée et offre une victoire pleine de panache à une équipe qui ce jour-là, a retrouvé sa grinta. Grâce à cette performance, et à sept journées du terme de la saison régulière, le CA Brive est huitième au classement avec 43 points ; il en compte 25 d'avance sur la zone rouge, mais également 10 de retard sur le dernier qualifié pour la phase finale.

#### Avril 2016
En match avancé de la 20e journée, le CA Brive se déplace à Montpellier le vendredi 1er avril. Les hommes de Abdelatif Benazzi se montrent les plus entreprenants dans cette confrontation qui se déroule sous une pluie continuelle. Le nombre d'en-avants est incalculable de part et d'autre, mais Marvin O'Connor et Akapusi Qera parviennent quand même à franchir la ligne pour les Héraultais. En face, les Blanc et Noir perdent sur blessure Benito Masilevu et Matthieu Ugalde dès la première mi-temps. Gaëtan Germain, auteur d'un 100 % face au Castres Olympique, signe un piètre un sur quatre dans ses tentatives de pénalité. Montpellier est tout près d'accrocher le bonus offensif, mais Timoci Nagusa puis Anthony Floch se voient refuser leur essai après arbitrage vidéo. Brive s'incline logiquement 19-3, c'est sa dixième défaite de la saison.
Après une semaine de trêve, Brive reçoit le 16 avril l'US Oyonnax. Face à des Oyonnaxiens quasiment rétrogradés, sur une pelouse détrempée et avec des conditions exécrables, Brive empoche son deuxième succès bonifié de la saison (31-13). Néanmoins, les Oyomen posent longtemps de sérieux problèmes aux locaux, qui ne mènent que d'un pause au terme des quarante premières minutes. Cette victoire permet à Brive de passer devant le FC Grenoble au classement, dans un championnat où il oscille entre la huitième et la dixième place. Fin avril, les Corréziens effectueront un déplacement sur la pelouse de l'autre équipe en grande difficultés, le SU Agen. Brive va connaître un véritable calvaire sur la pelouse d'Armandie. Dominés dans l'engagement, les Coujoux commettent de nombreuses erreurs dont se gavent les locaux. Finalement, l'équipe agenaise décroche son premier bonus offensif de la saison en passant la bagatelle de cinq essais au CAB, dont un quand bien même elle ait été réduite à quatorze en fin de partie. À la suite de cette nouvelle défaite, et avec les victoires de Toulouse, Castres et Bordeaux-Bègles, les derniers et minces espoirs de phase finale s'envolent pour Brive, désormais repoussé à dix points de la sixième place alors qu'il ne reste que quatre journées à disputer.

#### Mai 2016
C'est donc avec une moindre pression que le CA Brive aborde la fin de sa saison. Lors de la 23e journée, il reçoit le 7 mai le Racing 92, qui s'apprête à disputer la finale de la Coupe d'Europe. Les Franciliens alignent en prévision de leur cruciale échéance une équipe considérablement remaniée. Cela ne les empêche pas de poser de sérieux problèmes aux ouailles de Nicolas Godignon, qui gagnent difficilement 33-27. La première période est marquée par un festival offensif. Brive score par Guillaume Namy et Johan Snyman, alors que le club altoséquanais inscrit trois belles réalisations, avec un joli slalom de Marc Andreu dans la défense corrézienne. Ce même Andreu récidivera quelques minutes plus tard. Le second acte est celui de l'indiscipline, trois cartons jaunes sont notamment distribués par Tual Trainini. Brive assoira sa victoire grâce à un essai en force du bulldozer Koyamaibole, Gaëtan Germain la parachèvera en inscrivant dix-huit points au pied, quand le Racing en égare six dans cet exercice.
Deux semaines plus tard, le CAB accueille à nouveau, avec la venue du FC Grenoble. Sous une grande chaleur, qui nécessite des pauses ré-hydratation, Coujoux et Isérois régalent le public du Stadium ; neuf essais sont pointés ce jour-là, pour une victoire bonifiée. Le planchot affiche 45-23 pour le score, 32 degrés pour la température. Le bonus offensif est empoché au terme des vingt premières minutes grâce à Acquier, Hireche et Mafi. À la mi-temps, les Corréziens ultra-dominateurs mènent 31-3. En seconde mi-temps, le festival de Brive reprend avec deux nouveaux essais. Les Grenoblois gâchent cependant la fête corrézienne en revenant à six essais à trois en fin de match. Les Brivistes souffrent énormément et le coup de sifflet final arrive à point nommé, ils sauvent leur bonus de justesse. Le CAB revient à cinq points du septième, l'Union Bordeaux-Bègles, leur adversaire lors du match suivant, qui marque aussi l'ultime déplacement de la saison, pour l'avant-dernière journée. Sur la pelouse du Stade Chaban-Delmas, que les joueurs de l'Union sont désormais les seuls à occuper depuis le départ des footballeurs au Matmut Atlantique, Bordeaux-Bègles domine les Corréziens de la tête et des épaules en signant un succès bonifié 34-7. L'infinitésimal espoir d'une septième place s'envole définitivement pour le CAB. Les protégés de Nicolas Godignon ne sauvent l'honneur de leurs couleurs que par l'intermédiaire d'un essai de Sevanaia Galala, juste avant la pause. Gaëtan Germain, en assurant la transformation, pointe désormais à 298 points. L'ultime rencontre face aux Palois, est l'occasion pour l'arrière de franchir la barre des 300 unités, ce qui serait une première pour lui depuis son arrivée en Corrèze en 2013.

#### Juin 2016
Le CABCL, certain depuis plusieurs semaines de ne pas disputer les phases finales, dispute donc la dernière journée du Championnat contre la Section paloise qui est le visiteur du soir le 5 juin à Amédée-Domenech. Les Palois démarrent la rencontre pied au plancher en inscrivant un essai dès la 2e minute. Brive revient rapidement dans la partie par Gaëtan Germain qui pointe son second essai de la saison. Peu avant la pause, les siens se détachent grâce à une réalisation de Galala. A la 46e, Goderdzi Shvelidze est remplacé et met par la même un terme à sa riche carrière. Le pilier International Géorgien de 38 ans aura passé quatre saisons en Blanc et Noir. Sur le terrain, les Cabistes ont décidé de régaler leur public pour les quarante dernières minutes de la saison. Koyamaibole, Laranjeira, puis à nouveau Galala passent la ligne béarnaise, avec en plus un essai de pénalité. Les olas embrasent le Stadium en cette belle soirée de juin, avec le plus gros score du CAB sur l'exercice : 46-10. Un seul fait vient ternir la fête, c'est la sortie sur civière de l'expérimenté Arnaud Mignardi, peu avant de coup de sifflet final.
Brive boucle ainsi sa magnifique saison 2015-2016 avec 62 points au compteur, la huitième place dans la besace, treize victoires pour douze défaites. Cela constitue sa plus belle moisson depuis la remontée dans l'élite. Par son doublé, le Fidjien Galala est le meilleur marqueur du club avec six essais, devant son compatriote Koyamaibole. Enfin, l'arrière Gaëtan Germain aura marqué la bagatelle de 319 points. Quant à Lucas Pointud, il se voit appelé en sélection par Guy Novès à l'occasion de la tournée estivale des Bleus en Argentine, à laquelle Julien Ledevedec participe également. C'est donc en International que le deuxième ligne girondin retrouvera les bords de la Corrèze. Une belle saison récompensée pour le pilier gauche de 28 ans, qui n'a découvert le Top 14 que deux saisons plus tôt avec l'Aviron bayonnais.

## Joueurs et encadrement

### Dirigeants
- Jean-Jacques Bertrand, président
- Simon Gillham,  Olivier Rudaux et  Christian Terrassoux, vice-présidents
- Jean-Pierre Bourliataud, Directeur Général

### Staff technique
- Nicolas Godignon, entraineur en chef
- Didier Casadeï, entraîneur des avants
- Philippe Carbonneau, entraîneur des arrières

### Effectif 2015-2016
| Nom                    | Poste            | Naissance         | Nationalité sportive | International | Dernier club               | Arrivée au club (année) |
| ---------------------- | ---------------- | ----------------- | -------------------- | ------------- | -------------------------- | ----------------------- |
| Thomas Acquier         | Talonneur        | 21 novembre 1989  | France               | -             | US Carcassonne             | 2014                    |
| François Da Ros        | Talonneur        | 29 septembre 1983 | France               | -             | Aviron bayonnais           | 2012                    |
| Guillaume Ribes        | Talonneur        | 18 novembre 1984  | France               | -             | RC Toulon                  | 2009                    |
| Karlen Asieshvili      | Pilier           | 21 avril 1987     | Géorgie              |               | Stade Aurillacois          | 2013                    |
| Kevin Buys             | Pilier           | 26 avril 1986     | Afrique du Sud       | -             | Southern Kings             | 2013                    |
| Giorgi Jgenti          | Pilier           | 13 novembre 1985  | Géorgie              | -             | Aviron bayonnais           | 2015                    |
| Damien Jourdain        | Pilier           | 7 octobre 1986    | France               | -             | US Bressane                | 2014                    |
| Damien Lavergne        | Pilier           | 15 décembre 1991  | France               | -             | Formé au club              | Formé au club           |
| Lucas Pointud          | Pilier           | 18 janvier 1988   | France               | -             | Aviron bayonnais           | 2015                    |
| Goderdzi Shvelidze     | Pilier           | 17 avril 1978     | Géorgie              |               | Montpellier HR             | 2012                    |
| Saimone Taumoepeau     | Pilier           | 21 décembre 1979  | Samoa                | -             | Castres olympique          | 2015                    |
| Yusuf Tuncer           | Pilier           | 10 novembre 1993  | France               | -             | Formé au club              | Formé au club           |
| Victor Lebas           | Deuxième ligne   | 9 juin 1993       | France               | -             | Formé au club              | Formé au club           |
| Peet Marais            | Deuxième ligne   | 31 octobre 1990   | Afrique du Sud       | -             | Natal Sharks               | 2014                    |
| Arnaud Méla            | Deuxième ligne   | 19 janvier 1980   | France               |               | SC Albi                    | 2008                    |
| Johan Snyman           | Deuxième ligne   | 9 juillet 1986    | Afrique du Sud       | -             | Llanelli Scarlets          | 2015                    |
| Wilhelm Steenkamp      | Deuxième ligne   | 7 février 1985    | Afrique du Sud       | -             | Western Force              | 2015                    |
| Hugues Briatte         | Troisième ligne  | 11 mars 1990      | France               | -             | Stade français Paris rugby | 2012                    |
| Petrus Hauman          | Troisième ligne  | 7 mai 1987        | Afrique du Sud       | -             | Stade Aurillacois          | 2011                    |
| Saïd Hireche           | Troisième ligne  | 27 mai 1985       | Algérie France       |               | Stade Aurillacois          | 2012                    |
| Sisa Koyamaibole       | Troisième ligne  | 6 mars 1980       | Fidji                |               | UA Libourne                | 2013                    |
| Poutasi Luafutu        | Troisième ligne  | 2 décembre 1987   | Australie            | -             | Union Bordeaux Bègles      | 2014                    |
| Peniami Narisia        | Troisième ligne  | 10 juin 1997      | France               | -             | Formé au club              | Formé au club           |
| Fabien Sanconnie       | Troisième ligne  | 21 février 1995   | France               | -             | Formé au club              | Formé au club           |
| Dominiko Waqaniburotu  | Troisième ligne  | 20 avril 1986     | Fidji                |               | Waikato Chiefs             | 2012                    |
| William Whetton        | Troisième ligne  | 6 octobre 1989    | Nouvelle-Zélande     | -             | Castres olympique          | 2015                    |
| Nicolas Bézy           | Demi de mêlée    | 26 septembre 1989 | France               | -             | FC Grenoble                | 2014                    |
| David Delarue          | Demi de mêlée    | 27 octobre 1996   | France               | -             | Formé au club              | Formé au club           |
| Bastien Duhalde        | Demi de mêlée    | 4 janvier 1993    | France               | -             | Aviron bayonnais           | 2015                    |
| Teddy Iribaren         | Demi de mêlée    | 25 septembre 1990 | France               | -             | Montpellier HR             | 2015                    |
| Jean-Baptiste Péjoine  | Demi de mêlée    | 17 juillet 1980   | France               | -             | Stade bordelais            | 2001                    |
| Thomas Laranjeira      | Demi d'ouverture | 5 mai 1992        | France               | -             | Formé au club              | Formé au club           |
| Anderson Neisen        | Demi d'ouverture | 3 avril 1993      | France               | -             | Formé au club              | Formé au club           |
| Romain Sola            | Demi d'ouverture | 29 octobre 1987   | France               | -             | CS Bourgoin-Jallieu        | 2012                    |
| Matthieu Ugalde        | Demi d'ouverture | 10 juin 1992      | France               | -             | Aviron bayonnais           | 2015                    |
| Arnaud Mignardi        | 3/4 centre       | 1er novembre 1986 | France               |               | Biarritz olympique         | 2011                    |
| Benjamin Petre         | 3/4 centre       | 4 janvier 1990    | France               | -             | SU Agen                    | 2015                    |
| Atila Septar           | 3/4 centre       | 2 juin 1996       | France               | -             | Formé au club              | Formé au club           |
| Chris Tuatara-Morrison | 3/4 centre       | 11 septembre 1986 | Australie            | -             | Castres olympique          | 2014                    |
| Sevanaia Galala        | 3/4 aile         | 29 janvier 1993   | Fidji                | -             | Formé au club              | Formé au club           |
| Alfie Mafi             | 3/4 aile         | 8 juin 1988       | Tonga Australie      | -             | Western Force              | 2013                    |
| Benito Masilevu        | 3/4 aile         | 7 octobre 1989    | Fidji                |               | ?                          | 2014                    |
| Guillaume Namy         | 3/4 aile         | 3 avril 1989      | France               | -             | Formé au club              | Formé au club           |
| Malakai Radikedike     | 3/4 aile         | 6 mai 1985        | Fidji                |               | Tarbes Pyrénées rugby      | 2012                    |
| Gaëtan Germain         | Arrière          | 2 juillet 1990    | France               | -             | Racing Metro 92            | 2013                    |

## Calendrier et résultats[49]
| Date du match     | Domicile               | Extérieur              | Score | Lieu du match               | Catégorie              | Classement | Diffuseur     |
| ----------------- | ---------------------- | ---------------------- | ----- | --------------------------- | ---------------------- | ---------- | ------------- |
| 2 août 2015       | CA Brive               | AS Béziers Hérault     | 24-12 | Camarès                     | Amical                 | -          | -             |
| 7 août 2015       | CA Brive               | Stade rochelais        | 35-14 | Millau                      | Amical                 | -          | -             |
| 14 août 2015      | CA Brive               | SU Agen                | 22-19 | Biars-sur-Cère              | Amical                 | -          | -             |
| 22 août 2015      | Stade toulousain       | CA Brive               | 24-7  | Stade Ernest-Wallon         | 1re journée de Top 14  | 13         | Rugby+        |
| 29 août 2015      | CA Brive               | Stade français         | 22-13 | Stade Amédée Domenech       | 2e journée de Top 14   | 9          | Canal + Sport |
| 5 septembre 2015  | Stade rochelais        | CA Brive               | 21-18 | Stade Marcel-Deflandre      | 3e journée de Top 14   | 7          | Rugby+        |
| 13 septembre 2015 | CA Brive               | SU Agen                | 18-12 | Stade Amédée Domenech       | 4e journée de Top 14   | 8          | Canal + Sport |
| 9 octobre 2015    | CA Brive               | US Colomiers           | 45-7  | Stade Amédée Domenech       | Amical                 | -          | -             |
| 17 octobre 2015   | CA Brive               | RC Toulon              | 29-26 | Stade Amédée Domenech       | 5e journée de Top 14   | 5          | Canal +       |
| 24 octobre 2015   | Section paloise        | CA Brive               | 13-18 | Stade du Hameau             | 6e journée de Top 14   | 5          | Rugby+        |
| 31 octobre 2015   | Racing 92              | CA Brive               | 17-14 | Stade Yves-du-Manoir        | 7e journée de Top 14   | 7          | Rugby+        |
| 7 novembre 2015   | CA Brive               | Union Bordeaux Bègles  | 16-3  | Stade Amédée Domenech       | 8e journée de Top 14   | 5          | Rugby+        |
| 13 novembre 2015  | CA Brive               | Newcastle Falcons      | 13-9  | Stade Amédée Domenech       | 1re journée de l'ERCC2 | 2          | -             |
| 21 novembre 2015  | Connacht Rugby         | CA Brive               | 21-17 | Galway Sportsground         | 2e journée de l'ERCC2  | 3          | -             |
| 28 novembre 2015  | US Oyonnax             | CA Brive               | 9-34  | Stade Charles-Mathon        | 9e journée de Top 14   | 5          | Rugby+        |
| 6 décembre 2015   | CA Brive               | ASM Clermont Auvergne  | 21-26 | Stade Amédée Domenech       | 10e journée de Top 14  | 5          | Canal +       |
| 12 décembre 2015  | Enisey-STM Krasnoïarsk | CA Brive               | 10-7  | Sotchi                      | 3e journée de l'ERCC2  | 2          | -             |
| 19 décembre 2015  | CA Brive               | Enisey-STM Krasnoïarsk | 33-3  | Stade Amédée-Domenech       | 4e journée de l'ERCC2  | 3          | -             |
| 27 décembre 2015  | Castres olympique      | CA Brive               | 23-8  | Stade Pierre-Antoine        | 11e journée de Top 14  | 8          | Canal +       |
| 2 janvier 2016    | CA Brive               | Montpellier HR         | 19-18 | Stade Amédée Domenech       | 12e journée de Top 14  | 6          | Canal + Sport |
| 16 janvier 2016   | CA Brive               | Connacht Rugby         | 21-18 | Stade Amédée-Domenech       | 5e journée de l'ERCC2  | 1          | France 4      |
| 23 janvier 2016   | Newcastle Falcons      | CA Brive               | 27-23 | Kingston Park               | 6e journée de l'ERCC2  | 3          | -             |
| 29 janvier 2016   | CA Brive               | Stade rochelais        | 28-6  | Stade Amédée Domenech       | 14e journée de Top 14  | 5          | Rugby+        |
| 19 février 2016   | Stade français         | CA Brive               | 32-17 | Stade Jean-Bouin            | 15e journée de Top 14  | 7          | Canal + Sport |
| 27 février 2016   | RC Toulon              | CA Brive               | 44-15 | Stade Mayol                 | 16e journée de Top 14  | 8          | Canal +       |
| 5 mars 2016       | CA Brive               | Stade toulousain       | 21-21 | Stade Amédée Domenech       | 17e journée de Top 14  | 8          | Canal +       |
| 12 mars 2016      | ASM Clermont Auvergne  | CA Brive               | 25-6  | Stade Marcel-Michelin       | 18e journée de Top 14  | 9          | Rugby+        |
| 20 mars 2016      | FC Grenoble            | CA Brive               | 26-22 | Stade des Alpes             | 13e journée de Top 14  | 9          | Canal + Sport |
| 26 mars 2016      | CA Brive               | Castres olympique      | 23-22 | Stade Amédée Domenech       | 19e journée de Top 14  | 8          | Rugby+        |
| 1er avril 2016    | Montpellier HR         | CA Brive               | 19-3  | Altrad Stadium              | 20e journée de Top 14  | 10         | Canal + Sport |
| 16 avril 2016     | CA Brive               | US Oyonnax             | 31-13 | Stade Amédée Domenech       | 21e journée de Top 14  | 8          | Rugby+        |
| 30 avril 2016     | SU Agen                | CA Brive               | 37-19 | Stade Armandie              | 22e journée de Top 14  | 9          | Rugby+        |
| 7 mai 2016        | CA Brive               | Racing 92              | 33-27 | Stade Amédée Domenech       | 23e journée de Top 14  | 9          | Canal +       |
| 21 mai 2016       | CA Brive               | FC Grenoble            | 45-24 | Stade Amédée Domenech       | 24e journée de Top 14  | 8          | Rugby+        |
| 28 mai 2016       | Union Bordeaux Bègles  | CA Brive               | 34-7  | Stade Jacques-Chaban-Delmas | 25e journée de Top 14  | 8          | Canal +       |
| 5 juin 2016       | CA Brive               | Section paloise        | 46-10 | Stade Amédée Domenech       | 26e journée de Top 14  | 8          | Canal +       |

## Statistiques et classements

### Statistiques collectives

#### Classement Top 14
| Rang | Club                   | J  | V  | N | D  | Em | Ee | Bo | Bd | Pm  | Pe  | Diff | Pts |
| ---- | ---------------------- | -- | -- | - | -- | -- | -- | -- | -- | --- | --- | ---- | --- |
| 1    | ASM Clermont           | 26 | 18 | 1 | 7  | 75 | 31 | 10 | 4  | 735 | 431 | +304 | 88  |
| 2    | RC Toulon              | 26 | 16 | 0 | 10 | 89 | 35 | 11 | 7  | 764 | 446 | +318 | 82  |
| 3    | Montpellier HR         | 26 | 18 | 0 | 8  | 68 | 49 | 7  | 2  | 723 | 569 | +154 | 81  |
| 4    | Racing 92              | 26 | 18 | 1 | 7  | 62 | 36 | 5  | 2  | 614 | 522 | +92  | 81  |
| 5    | Stade toulousain       | 26 | 16 | 2 | 8  | 76 | 33 | 7  | 4  | 680 | 393 | +287 | 79  |
| 6    | Castres olympique      | 26 | 15 | 0 | 11 | 67 | 35 | 6  | 5  | 650 | 496 | +154 | 71  |
| 7    | Union Bordeaux Bègles  | 26 | 14 | 2 | 10 | 44 | 45 | 3  | 4  | 552 | 503 | +49  | 67  |
| 8    | CA Brive               | 26 | 13 | 1 | 12 | 42 | 48 | 4  | 4  | 540 | 544 | -4   | 62  |
| 9    | Stade rochelais        | 26 | 11 | 0 | 15 | 49 | 60 | 4  | 6  | 553 | 656 | -103 | 54  |
| 10   | FC Grenoble            | 26 | 10 | 0 | 16 | 58 | 90 | 4  | 3  | 605 | 779 | -174 | 47  |
| 11   | Section paloise P      | 26 | 10 | 1 | 15 | 30 | 73 | 1  | 3  | 420 | 675 | -255 | 46  |
| 12   | Stade français Paris T | 26 | 9  | 0 | 17 | 44 | 60 | 2  | 3  | 543 | 631 | -88  | 41  |
| 13   | SU Agen P              | 26 | 5  | 0 | 21 | 47 | 99 | 1  | 5  | 531 | 846 | -315 | 26  |
| 14   | Oyonnax Rugby          | 26 | 5  | 0 | 21 | 37 | 92 | 2  | 2  | 429 | 847 | -418 | 24  |

#### Classement Poule 1 de Amlin Cup
| Rang | Club              | J | V | N | D | Em | Ee | Bo | Bd | Pm  | Pe  | Diff | Pts |
| ---- | ----------------- | - | - | - | - | -- | -- | -- | -- | --- | --- | ---- | --- |
| 1    | Connacht          | 6 | 4 | 0 | 2 | 20 | 12 | 2  | 1  | 147 | 96  | +51  | 19  |
| 2    | Newcastle Falcons | 6 | 3 | 0 | 3 | 20 | 9  | 3  | 1  | 137 | 97  | +40  | 16  |
| 3    | CA Brive          | 6 | 3 | 0 | 3 | 12 | 11 | 1  | 3  | 114 | 88  | +26  | 16  |
| 4    | Enisey-STM        | 6 | 2 | 0 | 4 | 8  | 28 | 0  | 0  | 63  | 180 | -117 | 8   |

### Statistiques individuelles

#### Statistiques par joueur
(Tableau à jour au 10 juin 2016)
| Joueur                 | Poste                           | Top 14 | Top 14 | Top 14 | Top 14 | Top 14 | Top 14 | Top 14 | Top 14 | Top 14 |     | Amlin Cup | Amlin Cup | Amlin Cup | Amlin Cup | Amlin Cup | Amlin Cup | Amlin Cup | Amlin Cup | Amlin Cup |      | Total | Total | Total | Total | Total | Total | Total | Total | Total |
| Joueur                 | Poste                           | TJ     | Tit.   | Rem.   | E      | T      | P      | D      | CJ     | CR     | TJ  | Tit.      | Rem.      | E         | T         | P         | D         | CJ        | CR        | TJ        | Tit. | Rem.  | E     | T     | P     | D     | CJ    | CR    |       |       |
| ---------------------- | ------------------------------- | ------ | ------ | ------ | ------ | ------ | ------ | ------ | ------ | ------ | --- | --------- | --------- | --------- | --------- | --------- | --------- | --------- | --------- | --------- | ---- | ----- | ----- | ----- | ----- | ----- | ----- | ----- | ----- | ----- |
| Thomas Acquier         | Talonneur                       | 467    | 7      | 7      | 1      | -      | -      | -      | 1      | -      |     | 241       | 4         | 1         | 2         | -         | -         | -         | -         | -         |      | 708   | 11    | 8     | 3     | -     | -     | -     | 1     | -     |
| François Da Ros        | Talonneur                       | 908    | 8      | 13     | 1      | -      | -      | -      | -      | -      | 94  | 2         | -         | -         | -         | -         | -         | -         | -         | 1002      | 10   | 13    | 1     | -     | -     | -     | -     | -     |       |       |
| Guillaume Ribes        | Talonneur                       | 705    | 11     | 6      | 2      | -      | -      | -      | -      | -      | 145 | -         | 5         | -         | -         | -         | -         | 1         | -         | 850       | 11   | 11    | 2     | -     | -     | -     | 1     | -     |       |       |
| Karlen Asieshvili      | Pilier                          | 630    | 6      | 9      | 2      | -      | -      | -      | -      | -      | -   | -         | -         | -         | -         | -         | -         | -         | -         | 630       | 6    | 9     | 2     | -     | -     | -     | -     | -     |       |       |
| Kevin Buys             | Pilier                          | 616    | 8      | 7      | -      | -      | -      | -      | -      | -      | 170 | 3         | 1         | -         | -         | -         | -         | -         | -         | 786       | 11   | 8     | -     | -     | -     | -     | -     | -     |       |       |
| Giorgi Jgenti          | Pilier                          | 600    | 7      | 9      | -      | -      | -      | -      | 3      | -      | 84  | 1         | 1         | -         | -         | -         | -         | -         | -         | 684       | 8    | 10    | -     | -     | -     | -     | 3     | -     |       |       |
| Damien Jourdain        | Pilier                          | 961    | 12     | 10     | 1      | -      | -      | -      | -      | -      | 92  | 1         | 1         | -         | -         | -         | -         | 1         | -         | 1053      | 13   | 11    | 1     | -     | -     | -     | 1     | -     |       |       |
| Damien Lavergne        | Pilier                          | 14     | 1      | 1      | -      | -      | -      | -      | -      | -      | 286 | 5         | 1         | -         | -         | -         | -         | -         | -         | 300       | 6    | 2     | -     | -     | -     | -     | -     | -     |       |       |
| Lucas Pointud          | Pilier                          | 1033   | 15     | 7      | 1      | -      | -      | -      | 1      | -      | 26  | -         | 1         | -         | -         | -         | -         | -         | -         | 1059      | 15   | 8     | 1     | -     | -     | -     | 1     | -     |       |       |
| Goderdzi Shvelidze     | Pilier                          | 209    | 3      | 5      | -      | -      | -      | -      | -      | -      | 168 | 1         | 4         | -         | -         | -         | -         | -         | -         | 377       | 4    | 9     | -     | -     | -     | -     | -     | -     |       |       |
| Saimone Taumoepeau     | Pilier                          | 64     | -      | 2      | -      | -      | -      | -      | -      | -      | -   | -         | -         | -         | -         | -         | -         | -         | -         | 64        | -    | 2     | -     | -     | -     | -     | -     | -     |       |       |
| Yusuf Tuncer           | Pilier                          | 33     | -      | 1      | -      | -      | -      | -      | 1      | -      | 134 | 1         | 3         | -         | -         | -         | -         | -         | -         | 167       | 1    | 4     | -     | -     | -     | -     | 1     | -     |       |       |
| Victor Lebas           | Deuxième ligne                  | 296    | 2      | 8      | -      | -      | -      | -      | -      | -      | 351 | 5         | 1         | -         | -         | -         | -         | -         | -         | 647       | 7    | 9     | -     | -     | -     | -     | -     | -     |       |       |
| Peet Marais            | Deuxième ligne                  | 794    | 10     | 4      | -      | -      | -      | -      | -      | -      | 59  | -         | 2         | -         | -         | -         | -         | -         | -         | 853       | 10   | 6     | -     | -     | -     | -     | -     | -     |       |       |
| Arnaud Méla            | Deuxième ligne                  | 1047   | 14     | 8      | -      | -      | -      | -      | 2      | -      | 70  | 1         | -         | -         | -         | -         | -         | -         | -         | 1117      | 15   | 8     | -     | -     | -     | -     | 2     | -     |       |       |
| Johan Snyman           | Deuxième ligne                  | 1189   | 17     | 1      | 2      | -      | -      | -      | 3      | -      | 80  | 1         | -         | -         | -         | -         | -         | -         | -         | 1269      | 18   | 1     | 2     | -     | -     | -     | 3     | -     |       |       |
| Wilhelm Steenkamp      | Deuxième ligne                  | 412    | 4      | 7      | -      | -      | -      | -      | -      | -      | 373 | 5         | 1         | -         | -         | -         | -         | -         | -         | 785       | 9    | 8     | -     | -     | -     | -     | -     | -     |       |       |
| Hugues Briatte         | Troisième ligne                 | 101    | 1      | 1      | -      | -      | -      | -      | 1      | -      | 255 | 3         | 1         | -         | -         | -         | -         | -         | -         | 356       | 4    | 2     | -     | -     | -     | -     | 1     | -     |       |       |
| Petrus Hauman          | Troisième ligne                 | 1568   | 20     | 2      | 1      | -      | -      | -      | -      | -      | 80  | 1         | -         | -         | -         | -         | -         | -         | -         | 1648      | 20   | 2     | 1     | -     | -     | -     | -     | -     |       |       |
| Saïd Hireche           | Troisième ligne                 | 1100   | 14     | 4      | 1      | -      | -      | -      | -      | -      | 122 | 1         | 2         | -         | -         | -         | -         | -         | -         | 1222      | 15   | 6     | 1     | -     | -     | -     | -     | -     |       |       |
| Sisa Koyamaibole       | Troisième ligne                 | 1265   | 19     | 2      | 4      | -      | -      | -      | -      | -      | 160 | 2         | -         | 1         | -         | -         | -         | -         | -         | 1425      | 21   | 2     | 5     | -     | -     | -     | -     | -     |       |       |
| Poutasi Luafutu        | Troisième ligne                 | 1020   | 13     | 5      | 2      | -      | -      | -      | 1      | -      | 372 | 5         | 1         | 1         | -         | -         | -         | -         | -         | 1392      | 18   | 6     | 3     | -     | -     | -     | 1     | -     |       |       |
| Peniami Narisia        | Troisième ligne                 | -      | -      | -      | -      | -      | -      | -      | -      | -      | 15  | -         | 1         | -         | -         | -         | -         | -         | -         | 15        | -    | 1     | -     | -     | -     | -     | -     | -     |       |       |
| Fabien Sanconnie       | Troisième ligne                 | 741    | 6      | 11     | -      | -      | -      | -      | 1      | -      | 181 | 2         | 2         | -         | -         | -         | -         | -         | -         | 922       | 8    | 13    | -     | -     | -     | -     | 1     | -     |       |       |
| Dominiko Waqaniburotu  | Troisième ligne                 | 1040   | 13     | 5      | -      | -      | -      | -      | -      | -      | -   | -         | -         | -         | -         | -         | -         | -         | -         | 1040      | 13   | 5     | -     | -     | -     | -     | -     | -     |       |       |
| William Whetton        | Troisième ligne                 | 84     | -      | 4      | -      | -      | -      | -      | -      | -      | 312 | 4         | 2         | -         | -         | -         | -         | -         | -         | 396       | 4    | 6     | -     | -     | -     | -     | -     | -     |       |       |
| Nicolas Bézy           | Demi de mêlée, Demi d'ouverture | 780    | 9      | 10     | -      | -      | -      | -      | -      | -      | 282 | 3         | 2         | 1         | 2         | 2         | -         | -         | -         | 1062      | 12   | 12    | 1     | 2     | 2     | -     | -     | -     |       |       |
| David Delarue          | Demi de mêlée                   | 16     | -      | 1      | -      | -      | -      | -      | -      | -      | 16  | -         | 1         | -         | -         | -         | -         | -         | -         | 32        | -    | 2     | -     | -     | -     | -     | -     | -     |       |       |
| Bastien Duhalde        | Demi de mêlée                   | 14     | -      | 2      | -      | -      | -      | -      | -      | -      | 38  | 1         | -         | -         | -         | -         | -         | -         | -         | 52        | 1    | 2     | -     | -     | -     | -     | -     | -     |       |       |
| Teddy Iribaren         | Demi de mêlée                   | 956    | 14     | 5      | 2      | 1      | 4      | -      | 1      | -      | 79  | -         | 3         | -         | 1         | -         | -         | -         | -         | 1035      | 14   | 8     | 2     | 2     | 4     | -     | 1     | -     |       |       |
| Jean-Baptiste Péjoine  | Demi de mêlée                   | 961    | 11     | 10     | 1      | -      | -      | -      | -      | -      | 310 | 4         | 1         | -         | -         | -         | -         | -         | -         | 1271      | 15   | 11    | 1     | -     | -     | -     | -     | -     |       |       |
| Thomas Laranjeira      | Demi d'ouverture                | 805    | 6      | 13     | 1      | 1      | -      | -      | -      | -      | 290 | 4         | -         | -         | 6         | 10        | -         | -         | -         | 1095      | 10   | 13    | 1     | 7     | 10    | -     | -     | -     |       |       |
| Anderson Neisen        | Demi d'ouverture                | -      | -      | -      | -      | -      | -      | -      | -      | -      | 70  | 1         | 1         | -         | -         | -         | -         | -         | -         | 70        | 1    | 1     | -     | -     | -     | -     | -     | -     |       |       |
| Romain Sola            | Demi d'ouverture                | 79     | 1      | 1      | -      | -      | -      | -      | -      | -      | 411 | 6         | -         | 1         | -         | -         | -         | -         | -         | 490       | 7    | 1     | 1     | -     | -     | -     | -     | -     |       |       |
| Matthieu Ugalde        | Demi d'ouverture                | 1127   | 15     | 4      | 2      | -      | -      | -      | 2      | -      | 194 | 3         | -         | -         | -         | -         | -         | -         | -         | 1321      | 18   | 4     | 2     | -     | -     | -     | 2     | -     |       |       |
| Arnaud Mignardi        | 3/4 centre                      | 1630   | 20     | 3      | 2      | -      | -      | -      | 1      | -      | 164 | 1         | 2         | 1         | -         | -         | -         | -         | -         | 1794      | 21   | 5     | 3     | -     | -     | -     | 1     | -     |       |       |
| Benjamin Petre         | Centre                          | 1159   | 16     | 1      | -      | -      | -      | -      | -      | -      | 114 | 1         | 2         | -         | -         | -         | -         | -         | -         | 1273      | 17   | 3     | -     | -     | -     | -     | -     | -     |       |       |
| Atila Septar           | Centre                          | -      | -      | -      | -      | -      | -      | -      | -      | -      | 182 | 3         | -         | 1         | -         | -         | -         | -         | -         | 182       | 3    | -     | 1     | -     | -     | -     | -     | -     |       |       |
| Chris Tuatara-Morrison | Centre                          | 539    | 7      | 1      | 1      | -      | -      | -      | 1      | -      | 214 | 4         | -         | -         | -         | -         | -         | -         | -         | 753       | 11   | 1     | 1     | -     | -     | -     | 1     | -     |       |       |
| Sevanaia Galala        | 3/4 aile                        | 653    | 8      | 4      | 5      | -      | -      | -      | -      | -      | 20  | -         | 1         | 1         | -         | -         | -         | -         | -         | 673       | 8    | 5     | 6     | -     | -     | -     | -     | -     |       |       |
| Alfie Mafi             | Ailier                          | 1082   | 14     | 5      | 1      | -      | -      | -      | 1      | -      | 117 | 1         | 2         | 1         | -         | -         | -         | -         | -         | 1199      | 15   | 7     | 2     | -     | -     | -     | 1     | -     |       |       |
| Benito Masilevu        | Ailier                          | 1255   | 16     | 3      | 1      | -      | -      | -      | -      | -      | 480 | 6         | -         | 1         | -         | -         | -         | -         | -         | 1735      | 22   | 3     | 2     | -     | -     | -     | -     | -     |       |       |
| Guillaume Namy         | Ailier                          | 1017   | 13     | 1      | 3      | -      | -      | -      | 1      | -      | 160 | 2         | -         | -         | -         | -         | -         | 1         | -         | 1177      | 15   | 1     | 3     | -     | -     | -     | 2     | -     |       |       |
| Malakai Radikedike     | Ailier                          | 316    | 5      | -      | -      | -      | -      | -      | -      | -      | 133 | 2         | -         | 1         | -         | -         | -         | -         | -         | 449       | 7    | -     | 1     | -     | -     | -     | -     | -     |       |       |
| Gaëtan Germain         | Arrière                         | 1886   | 24     | -      | 2      | 33     | 81     | -      | -      | -      | -   | -         | -         | -         | -         | -         | -         | -         | -         | 1886      | 24   | -     | 2     | 33    | 81    | -     | -     | -     |       |       |

#### Statistiques par réalisateur
Classement des meilleurs réalisateurs en Top 14
| Rang | Joueur            | Poste            | Points | Essais | Transf. | Pén. | Drops |
| ---- | ----------------- | ---------------- | ------ | ------ | ------- | ---- | ----- |
| 1    | Gaëtan Germain    | Arrière          | 319    | 2      | 33      | 81   | -     |
| 2    | Sevanaia Galala   | Ailier           | 25     | 5      | -       | -    | -     |
| 3    | Teddy Iribaren    | Demi de mêlée    | 24     | 2      | 1       | 4    | -     |
| 4    | Sisa Koyamaibole  | Troisième ligne  | 20     | 4      | -       | -    | -     |
| 5    | Guillaume Namy    | Ailier           | 15     | 3      | -       | -    | -     |
| 6    | Matthieu Ugalde   | Demi d'ouverture | 10     | 2      | -       | -    | -     |
| -    | Arnaud Mignardi   | Centre           | 10     | 2      | -       | -    | -     |
| -    | Karlen Asieshvili | Pilier           | 10     | 2      | -       | -    | -     |
| -    | Poutasi Luafutu   | Troisième ligne  | 10     | 2      | -       | -    | -     |

Classement des meilleurs réalisateurs en Amlin Challenge Cup
| Rang | Joueur             | Poste                    | Points | Essais | Transf. | Pén. | Drops |
| ---- | ------------------ | ------------------------ | ------ | ------ | ------- | ---- | ----- |
| 1    | Thomas Laranjeira  | Demi d'ouverture, Centre | 42     | -      | 6       | 10   | -     |
| 2    | Nicolas Bézy       | Demi d'ouverture         | 15     | 1      | 2       | 2    | -     |
| 3    | Thomas Acquier     | Talonneur                | 10     | 2      | -       | -    | -     |
| 4    | Malakai Radikedike | Ailier                   | 5      | 1      | -       | -    | -     |
| -    | Benito Masilevu    | Ailier                   | 5      | 1      | -       | -    | -     |
| -    | Sevanaia Galala    | Ailier                   | 5      | 1      | -       | -    | -     |
|      | Arnaud Mignardi    | Centre                   | 5      | 1      | -       | -    | -     |

#### Statistiques par marqueur
| Rang  | Joueur                 | Poste            | Top 14    | Amlin Cup | TOTAL     |
| ----- | ---------------------- | ---------------- | --------- | --------- | --------- |
| 1     | Sevanaia Galala        | Ailier           | 5         | 1         | 6 essais  |
| 2     | Sisa Koyamaibole       | Troisième ligne  | 4         | 1         | 5 essais  |
| 3     | Guillaume Namy         | Ailier           | 3         | -         | 3 essais  |
| 3     | Arnaud Mignardi        | Centre           | 2         | 1         | 3 essais  |
| 3     | Poutasi Luafutu        | Troisième ligne  | 2         | 1         | 3 essais  |
| 3     | Thomas Acquier         | Talonneur        | 1         | 2         | 3 essais  |
| 7     | Teddy Iribaren         | Demi de mêlée    | 2         | -         | 2 essais  |
| 7     | Matthieu Ugalde        | Demi d'ouverture | 2         | -         | 2 essais  |
| 7     | Karlen Asieshvili      | Pilier           | 2         | -         | 2 essais  |
| 7     | Johan Snyman           | Deuxième ligne   | 2         | -         | 2 essais  |
| 7     | Guillaume Ribes        | Talonneur        | 2         | -         | 2 essais  |
| 7     | Gaëtan Germain         | Arrière          | 2         | -         | 2 essais  |
| 7     | Benito Masilevu        | Ailier           | 1         | 1         | 2 essais  |
| 7     | Alfie Mafi             | Ailier           | 1         | 1         | 2 essais  |
| 15    | Petrus Hauman          | Troisième ligne  | 1         | -         | 1 essai   |
| 15    | François Da Ros        | Talonneur        | 1         | -         | 1 essai   |
| 15    | Damien Jourdain        | Pilier           | 1         | -         | 1 essai   |
| 15    | Lucas Pointud          | Pilier           | 1         | -         | 1 essai   |
| 15    | Chris Tuatara-Morrison | Centre           | 1         | -         | 1 essai   |
| 15    | Saïd Hireche           | Troisième ligne  | 1         | -         | 1 essai   |
| 15    | Jean-Baptiste Péjoine  | Demi de mêlée    | 1         | -         | 1 essai   |
| 15    | Thomas Laranjeira      | Demi d'ouverture | 1         | -         | 1 essai   |
| 15    | Malakai Radikedike     | Ailier           | -         | 1         | 1 essai   |
| 15    | Atila Septar           | Ailier           | -         | 1         | 1 essai   |
| 15    | Romain Sola            | Demi d'ouverture | -         | 1         | 1 essai   |
| 15    | Nicolas Bézy           | Demi d'ouverture | -         | 1         | 1 essai   |
| #     | essai de pénalité      | -                | 3         | -         | -         |
| Total | -                      | 26 marqueurs     | 42 essais | 12 essais | 54 essais |

### Joueurs en sélections internationales
| Joueur                | Poste           | Pays    | Compétition                                                                 | Sélections (points) |
| --------------------- | --------------- | ------- | --------------------------------------------------------------------------- | ------------------- |
| Benito Masilevu       | Ailier          | Fidji   | Pacific Cup, Tests Match                                                    | 3(0)                |
| Dominiko Waqaniburotu | Troisième ligne | Fidji   | Pacific Cup, Coupe du Monde de Rugby 2015                                   | 4(0)                |
| Karlen Asieshvili     | Pilier          | Géorgie | Tests Match, Coupe du Monde de Rugby 2015, Championnat européen des nations | 7(0)                |

### Affluences
Lors de la saison 2015-2016, la fréquentation du Stade Amédée-Domenech est tout d'abord stable par rapport aux deux dernières éditions. À partir de l'automne, l'équipe connaissant de bons résultats en Championnat, cette tendance se confirme avec le traditionnel pic que représente la venue de l'ASM Clermont Auvergne lors du derby. Cependant, le Challenge européen ne remplit pas plus le stade que précédemment, et on note une petite érosion des chiffres à mesure que la saison avance, excepté pour les matchs contre le Stade toulousain et le Racing 92, futur finaliste de la Coupe d'Europe.
Affluence du CA Brive à domicile.

## Feuilles de matchs
1. ↑  « Feuille de match Stade toulousain – CA Brive », sur lnr.fr (consulté le 22 août 2015).
2. ↑  « Feuille de match CA Brive - Stade français », sur lnr.fr (consulté le 30 août 2015).
3. ↑  « Feuille de match Stade rochelais - CA Brive », sur lnr.fr (consulté le 12 septembre 2015).
4. ↑  « Feuille de match CA Brive - SU Agen », sur lnr.fr (consulté le 16 septembre 2015).
5. ↑  « Feuille de match CA Brive - RC Toulon », sur lnr.fr (consulté le 19 octobre 2015).
6. ↑  « Feuille de match Section paloise - CA Brive », sur lnr.fr (consulté le 27 octobre 2015).
7. ↑  « Feuille de match Racing 92 - CA Brive », sur lnr.fr (consulté le 2 novembre 2015).
8. ↑  « Feuille de match CA Brive - Union Bordeaux Bègles », sur lnr.fr (consulté le 9 novembre 2015).
9. ↑  « Feuille de match CA Brive - Newcastle Falcons », sur epcrugby.fr (consulté le 15 novembre 2015).
10. ↑  « Feuille de match Connacht Rugby - CA Brive », sur epcrugby.fr (consulté le 29 novembre 2015).
11. ↑  « Feuille de match US Oyonnax - CA Brive », sur lnr.fr (consulté le 29 novembre 2015).
12. ↑  « Feuille de match CA Brive - ASM Clermont Auvergne », sur lnr.fr (consulté le 10 décembre 2015).
13. ↑  « Feuille de match Enisey-STM - CA Brive », sur epcrugby.fr (consulté le 13 décembre 2015).
14. ↑  « Feuille de match CA Brive - Enisey-STM », sur epcrugby.fr (consulté le 20 décembre 2015).
15. ↑  « Feuille de match Castres olympique - CA Brive », sur lnr.fr (consulté le 29 décembre 2015).
16. ↑  « Feuille de match CA Brive - Montpellier HR », sur lnr.fr (consulté le 3 janvier 2016).
17. ↑  « Feuille de match CA Brive - Connacht Rugby », sur epcrugby.fr (consulté le 18 janvier 2016).
18. ↑  « Feuille de match Newcastle Falcons - CA Brive », sur epcrugby.fr (consulté le 23 janvier 2016).
19. ↑  « Feuille de match CA Brive - Stade rochelais », sur lnr.fr (consulté le 30 janvier 2016).
20. ↑  « Feuille de match Stade français - CA Brive », sur lnr.fr (consulté le 20 février 2016).
21. ↑  « Feuille de match RC Toulon - CA Brive », sur lnr.fr (consulté le 27 février 2016).
22. ↑  « Feuille de match CA Brive - Stade toulousain », sur lnr.fr (consulté le 5 mars 2016).
23. ↑  « Feuille de match ASM Clermont Auvergne - CA Brive », sur lnr.fr (consulté le 13 mars 2016).
24. ↑  « Feuille de match FC Grenoble - CA Brive », sur lnr.fr (consulté le 20 mars 2016).
25. ↑  « Feuille de match CA Brive - Castres olympique », sur lnr.fr (consulté le 26 mars 2016).
26. ↑  « Feuille de match Montpellier HR - CA Brive », sur lnr.fr (consulté le 2 avril 2016).
27. ↑  « Feuille de match CA Brive - US Oyonnax », sur lnr.fr (consulté le 17 avril 2016).
28. ↑  « Feuille de match SU Agen - CA Brive », sur lnr.fr (consulté le 1er mai 2016).
29. ↑  « Feuille de match CA Brive - Racing 92 », sur lnr.fr (consulté le 8 mai 2016).
30. ↑  « Feuille de match CA Brive - FC Grenoble », sur lnr.fr (consulté le 8 mai 2016).
31. ↑  « Feuille de match Union Bordeaux Bègles - CA Brive », sur lnr.fr (consulté le 29 mai 2016).
32. ↑  « Feuille de match CA Brive - Section paloise », sur lnr.fr (consulté le 6 juin 2016).